# Vadsø Lufthavn
Vadsø Lufthavn (IATA: VDS, ICAO: ENVD) er en lufthavn i Norge, der ejes og drives af Avinor. Lufthavnen ligger i Kiby, 3 km øst for Vadsø centrum i Vadsø kommune i Finnmark fylke.
Widerøe tjener Vadsø med fem daglige flyvninger til Tromsø og fire daglige flyvninger til Kirkenes og Hammerfest. Derudover er der to daglige afgange til Alta, Honningsvag, Båtsfjord, Mehamn og Vardø, og så godt som én daglige afgange til Berlevåg.

## Historie
De første planer om at starte ruteflyvninger til Vadsø blev fremsatte af regeringen i 1933. Det blev foreslået, at flyvninger i Nordnorge skulle udføres med vandfly, og at der skulle oprettes en rute fra Trondheim til Vadsø, med flere stop undervejs. Det Norske Luftfartselskap (DNL) fik koncessionen for at betjene alle ruter i Norge i 1935 og startede blandt andet kystruten fra Bergen til Tromsø. Den første vandflyrute til Vadsø blev startet af Widerøe i 1938 og gik mellem Kirkenes og Tromsø med mellemstop i Vadsø og Hammerfest. Ruten skulle være en prøverute og beflyves i juli og august med en Stinson Reliant. Alle flyvninger blev afsluttede i 1939 og blev ikke taget op igen under 2. verdenskrig. Vandflyvepladsen i Vadsø var enkel og bestod af et udlagt landingsområde og en bøje. Passagererne måtte fragtes ud til flyet med båd. DNL genoptog flyruten til Vadsø i 1946 med en Junkers Ju 52 og forbindelser til Tromsø, Hammerfest og Kirkenes. Ruten blev senere udvidet til Alta som en del af en ny kystrute til Bergen. Flyvningerne nord for Tromsø blev i 1954 overtaget af Widerøe, som skulle beflyve ruterne med de Havilland Canada Otter. Fra 1962 til 1963 fløj Varangfly (senere omdøbt Norving) en vandflyrute til Kirkenes og Båtsfjord. De søgte om koncession for at kunne drive ruten videre fra 1964, men regeringen var ikke villig til at give de nødvendige subsidier.

### Planlægning
I 1964 foreslog Varangfly at placere en flyveplads i Vadsø, hvor det skulle være muligt at lande med ambulancefly og flytaxaer.  Et udvalg udpeget af fylkeskommunen anbefalede i 1966, at det burde bygges seks kortbaneflyvepladser i Finnmark, hvoraf en i Vadsø. På den tid tog en bustur fra Vadsø til Kirkenes Lufthavn omkring syv timer. Samtidig arbejdede regeringen med planer om at bygge et nationalt netværk af kortbaneflyvepladser. Luftfartsverket udredede to alternative placeringer for flyvepladsen: Fossemyrene og Kviby, hvoraf sidstnævnte blev valgt. I 1971 blev der startet en flyveklub i Vadsø, som brugte en flystribe, som var anlagt ved Karlebotn. De flyttede til den frosne indsø Navarsvannet i løbet af vinteren, før de flyttede videre til Golnes sommeren 1972. Flyvepladsen på Golnes blev oprettet ved at planere en moræneryg. Norving brugte flystriben på Golnes for ambulance- og taxiflyvninger fra 1972 og frem til, at Vadsø lufthavn blev åbnet.
Stortinget vedtog i 1972 at bygge seks kortbaneflyvepladser i Nord-Troms og Finnmark som den fjerde og sidste fase i udbygningen af kortbanenettet. Både Widerøe og Norving søgte om koncession for at drive ruter i Finnmark. Norving planlagde at bruge fly af typerne Britten-Norman Islander og Britten-Norman Trislander, mens Widerøe planlagde at bruge Twin Otter. Kontrakten blev givet til Widerøe, som allerede havde koncessionsruter i resten af landet.

### Åbning og første år
Vadsø lufthavn åbnede 1. august 1974, med Vadsø kommune som ejer og operatør. Samme dag som Sørkjosen Lufthavn, Hammerfest Lufthavn, Mehamn Lufthavn og Berlevåg Lufthavn. Flyvepladsen fik da et terminalbygning på ca. 130 kvadratmeter, med en kapacitet på 30 personer og kontroltårn på toppen. I 1974 var der fire daglige afgange fra Vadsø, alle med Twin Otter. Norving startede i januar 1975 en flyrute fra Kirkenes via Vadsø og til Båtsfjord Lufthavn. De havde derimod ikke tilladelse til at flyve passagerer mellem Vadsø og Kirkenes. Widerøe begyndte at bruge de Havilland Canada Dash 7 i 1984, hvilket krævede en større opgradering af flyvepladsen. Der blev bygget en ny terminal på 350 kvadratmeter, med 85 siddepladser og et tilhørende parkeringsanlæg. Der blev også bygget en hangar på 1.000 m². Widerøe overtog Norvings Båtsfjord-rute i 1990.
Widerøe begyndte at bruge Dash 8 på sine Finnmarks-ruter i 1995. 1. januar 1997 blev flyvepladsen overtaget af staten og Luftfartsverket (senere Avinor) fra Vadsø kommune for 4,1 millioner kroner. Ruterne til og fra Vadsø blev drevet som koncesionssruter med støtte fra Samferdselsdepartementet fra 1. april 1997. 1. januar 2005 blev der åbnet sikkerhedskontrol ved flyvepladsen. I 2007 blev lufthavnen opgraderet med nyt indflyvningsudstyr, nye banelys og nye sikkerhedsfelter og udrykningsveje.

### I det 21. århundrede
Luftfartsverket præsenterede i 1999 planer om at forlænge rullebanen til 1.200 meter, men dette blev ikke fulgt op. Regeringen foreslog i 2002, at Vardø Lufthavn skulle nedlægges på grund af nærheden til Vadsø (69 km);, men flyvepladsen blev ikke nedlagt. Avinor udtalte i 2012, at det i fremtiden var anbefalet at forlænge rullebanen til 1.200 meter, og samtidig opnå en acceptabel markedsmæssig og operativ gevinst ved dette. En sådan udbygning ville muliggøre brug af fly med op til 50 sæder. Der findes ingen flytyper med mere end 19 sæder, som kan operere på så små rullebaner, når Dash-8-flyene tages ud af drift i perioden 2025–2030.
Der er også blevet fremsat et forslag om at bygge en ny flyveplads et sted mellem Vadsø og Vardø, som skulle betjene begge byer.

## Faciliteter
Vadsø lufthavn ligger i Kiby, 3 km øst for Vadsø centrum. Terminalen har en kapacitet på 170 passagerer i timen og har parkeringspladser for to Dash 8-100-fly. Rullebanen er asfalteret og måler 997×30 meter, og den har baneretningen 08–26, idet begge retninger har 870 meter tilgængelig for afgang. Flyvepladsen har betalt parkering, en taxaholdeplads og fem biludlejningsselskaber.
Det er begrænsede udvidelsesmuligheder omkring terminalbygningen, fordi der finnes flere forekomster af kulturminder der. Hvis terminalbygningen skal udvides i fremtiden, vil det måtte blive bygget et nyt terminalområde på den anden side af rullebanen for at gøre plads. En sådan løsning vil også forbedre etablerings- og udbygningsmulighederne for anden virksomhed i tilknytning til flyvepladsen.

## Trafik
Vadsø lufthavn er nærmeste flyveplads for indbyggerne i Vadsø og Nesseby kommuner, samt for dele af Tana kommune. Den betjener primært førstnævnte på grund af nærheden til den noget større Kirkenes Lufthavn, Høybuktmoen, som har direkte flyvninger til Oslo, hvilket Vadsø ikke har.
Widerøe har direkte flyvninger fra Vadsø til ni flyvepladser i Finnmark og Tromsø, som alle beflyves med Dash 8-100. Fra Tromsø og Kirkenes er der korresponderende afgange med SAS og Widerøe til resten af landet. Ruterne er en anbudsrute som er støttet af Samferdselsdepartementet, som også bestemmer afgangstiderne. I 2016 rejste 104 697 passagerer gennem lufthavnen.

## Destinationer
|       | Flyselskab | Destinationer                                              |
| ----- | ---------- | ---------------------------------------------------------- |
| Norge | Widerøe    | Alta, Berlevåg, Båtsfjord, Mehamn, Kirkenes, Tromsø, Vardø |

### Statistik
| År   | Antal flyvninger | Ændring (%) | Fragt (ton) | Ændring (%) | Terminal- passagerer | Ændring (%) | Passagerer i transit | Passagerer I alt | Ændring (%) |
| ---- | ---------------- | ----------- | ----------- | ----------- | -------------------- | ----------- | -------------------- | ---------------- | ----------- |
| 2016 | 7 118            | 1,5         |             |             | 77 341               | 1,3         | 27 356               | 104 697          | 2,4         |
| 2015 | 7 012            | 0,5         |             |             | 76 382               | 1,2         | 25 833               | 102 215          | 0,5         |
| 2014 | 7 045            | 13,5        | 295         | 31,6        | 77 348               | 8,9         | 24 408               | 101 756          | 10,4        |
| 2013 | 6 209            | 5,6         | 224,1       | 18          | 69 596               | 1,2         | 21 136               | 90 732           | 14,1        |
| 2012 | 6 578            | 0,6         | 273,1       | 1,5         | 82 722               | 1,6         | 22 960               | 105 682          | 1,9         |
| 2011 | 6 616            | 2,9         | 269         | 1,0         | 84 094               | 6,9         | 23 594               | 107 688          | 5,6         |
| 2010 | 6 431            | 1,0         | 271,8       | 9,6         | 78 654               | 2,4         | 23 361               | 102 015          | 2,3         |
| 2009 | 6 497            | 0,8         | 300,7       | 7,4         | 76 796               | 0,4         | 22 959               | 99 755           | 0,2         |
| 2008 | 6 549            | 1,1         | 324,6       | 0,7         | 77 097               | 1,8         | 22 435               | 99 532           | 1,2         |
| 2007 | 6 625            | 1,0         | 326,9       | 5,1         | 78 522               | 10,3        | 22 174               | 100 696          | 10,1        |

Alle tal er fra Avinor.

## Ulykker
Den 4. januar 1984 styrtede et Cessna 172-fly fra Vadsø flyklubb i havet lige efter afgang fra flyvepladsen, på vej mod Kirkenes. Flyet med registreringsnummer LN-DAM havde tre personer ombord, som alle blev dræbt i ulykken. Eftersom flyvepladsen ikke var bemandet på tidspunktet for ulykken, blev ulykken ikke opdaget før fjorten timer efter den indtraf. Flyet og passagererne blev aldrig fundet efter ulykken.